# Iraklio
Iraklio (griechisch Ηράκλειο [iˈrakliɔ] (n. sg.), veraltet auch Iraklion, in seitens der Stadt selbst verwendeter Schreibung Heraklion, altgriechisch Ἡράκλειον, Herakleion, im Mittelalter Chandakas, in der Zeit der venezianischen Herrschaft Candia, danach türkisch Kandiye, neugriechisch Μεγάλο Κάστρο Megalo Kastro) ist die größte Stadt der südgriechischen Insel Kreta und der Sitz der Verwaltungsregion Kreta. Der Name leitet sich etymologisch ab vom Namen des Heros Herakles (siehe Geschichte). In wissenschaftlicher Literatur wird (selbst in neueren Texten) auch der Name Hieraklion (ableitbar von Hieron) verwendet.

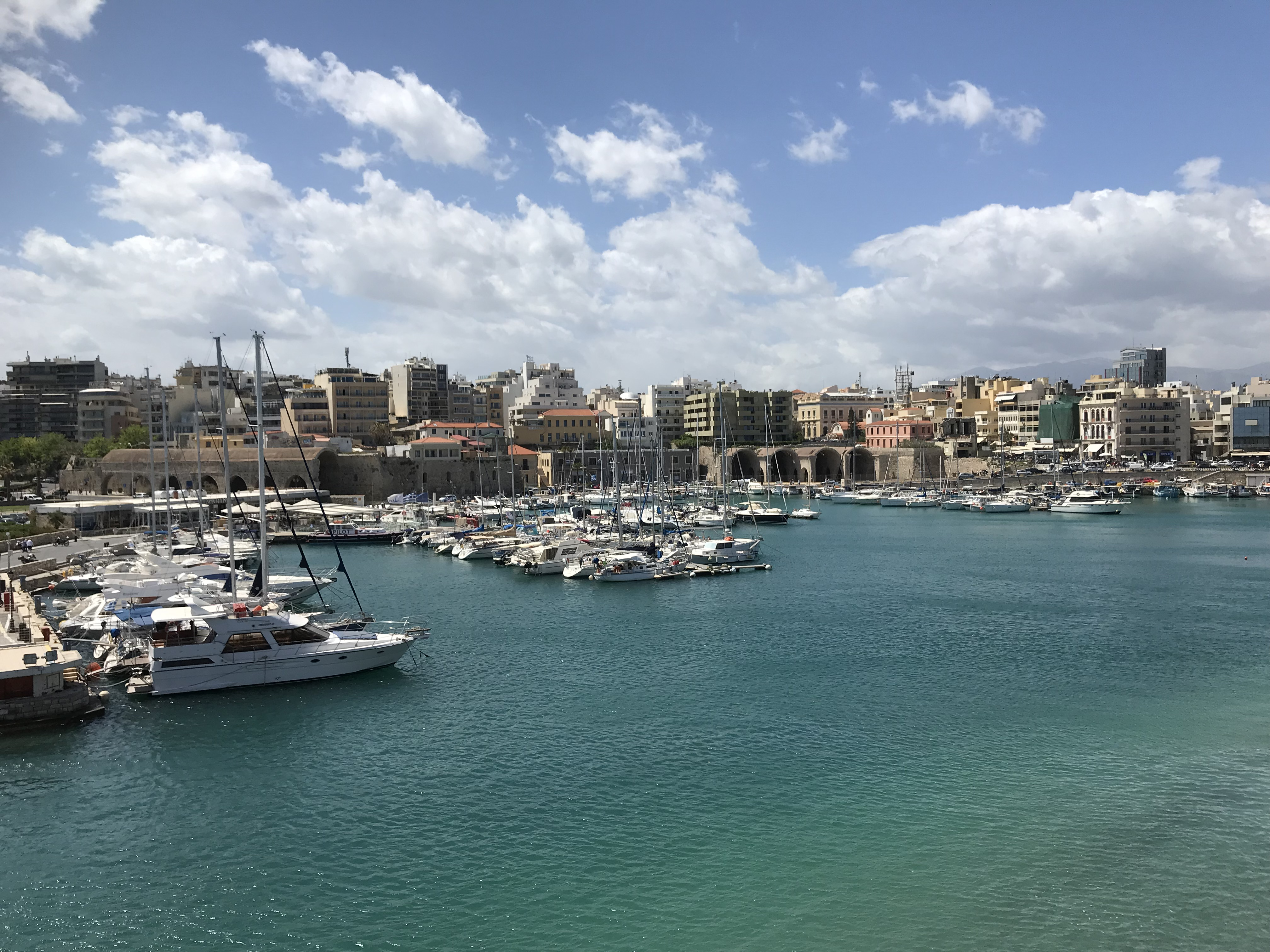
Hafen von Iraklio

## Bedeutung
Iraklio ist mit offiziell 179.302 Einwohnern (2021) die viertgrößte Stadt Griechenlands und die größte nicht auf dem Festland gelegene Stadt des Landes. Iraklio ist Hauptstadt der Verwaltungsregion („Periferia“) Kreta und des Regionalbezirks Iraklio sowie neben Rethymno einer der beiden Standorte der Universität Kretas.

## Geografie

### Lage
Iraklio liegt etwa in der Mitte der Nordküste der insgesamt 250 km langen und bis zu 70 km breiten Insel Kreta. Sie ist in einer Küstenebene vor einem fruchtbaren Hügelland direkt an einer Bucht der Ägäis gelegen, etwa vier Kilometer nördlich der Ruinen der minoischen Palastanlage von Knossos.
Kreta und damit auch Iraklio ist von April bis Oktober ein hochfrequentiertes Touristenziel. Die Entfernung zu den anderen Städten Kretas beträgt 130 km nach Chania, nach Rethymno 75 km, nach Agios Nikolaos 60 km, nach Ierapetra 90 km und nach Sitia 120 km.

### Stadtgliederung und Nachbargemeinden
Iraklio gliedert sich in fünf Gemeindebezirke, die den Gebieten der 2011 zusammengeschlossenen Gemeinden entsprechen. Die zuvor bestehenden Gemeinden existieren als Stadtbezirke (bei über 2000 Einwohnern) oder Ortsgemeinschaften weiter fort und wählen lokale Vertretungen.
Außerdem wurde die Kernstadt Iraklio 2014 in vier Stadtbezirke aufgeteilt.
Im Westen grenzt die Stadt jetzt an die Gemeinde Malevizi, im Süden an Gortyna, im Südosten an Archanes-Asterousia und im Osten an Chersonisos.

### Klima
Das Klima Kretas ist mediterran geprägt. Von Januar bis März ist das Wetter meist unbeständig. Oft fällt in den Bergen Schnee. Ein schneller Temperaturanstieg ist für die Monate April und Mai typisch, die meisten Pflanzen haben während dieser Zeit ihre Hauptblüteperiode. Sehr heiß und überwiegend trocken sind die Monate Juni bis August. Ab September setzt eine langsame Abkühlung ein, die bis in den Oktober andauert. Durch die hohen Berge Kretas wechseln Wetterlagen häufig schnell und Winde kommen auf, die sich auch zu orkanartigem Sturm verstärken.
Iraklio liegt an der Nordküste der Insel Kreta. Das Klima gilt hier als gemäßigt und trockenwarm. Von Mai bis September gibt es kaum Regenfälle, durchschnittlich scheint an 70 Prozent der Tage eines Jahres die Sonne. Seit Beginn der Messungen 1949 schwanken die Jahresmitteltemperaturen zwischen 17,5 °C und 20,5 °C.
|                        | Jan  | Feb  | Mär  | Apr  | Mai  | Jun  | Jul  | Aug  | Sep  | Okt  | Nov  | Dez  |   |       |
| Mittl. Temperatur (°C) | 12,1 | 12,2 | 13,5 | 16,5 | 20,3 | 24,4 | 26,1 | 26,0 | 23,5 | 20,0 | 16,6 | 13,7 | ⌀ | 18,8  |
| Mittl. Tagesmax. (°C)  | 15,3 | 15,5 | 16,7 | 20,0 | 23,5 | 27,3 | 28,7 | 28,5 | 26,4 | 23,4 | 20,0 | 17,0 | ⌀ | 21,9  |
| Mittl. Tagesmin. (°C)  | 9,0  | 8,9  | 9,7  | 11,8 | 15,0 | 19,1 | 21,6 | 21,8 | 19,3 | 16,5 | 13,4 | 10,8 | ⌀ | 14,8  |
|                        |      |      |      |      |      |      |      |      |      |      |      |      |   |       |
| Niederschlag (mm)      | 90,1 | 67,6 | 58,2 | 28,5 | 14,2 | 3,5  | 1,0  | 0,6  | 17,7 | 64,9 | 59,0 | 77,9 | Σ | 483,2 |
|                        |      |      |      |      |      |      |      |      |      |      |      |      |   |       |
| Sonnenstunden (h/d)    | 3,8  | 4,3  | 5,7  | 7,6  | 9,7  | 11,7 | 12,0 | 11,2 | 9,4  | 6,4  | 5,0  | 3,9  | ⌀ | 7,6   |
|                        |      |      |      |      |      |      |      |      |      |      |      |      |   |       |
| Regentage (d)          | 16,0 | 13,6 | 12,0 | 7,7  | 4,4  | 1,3  | 0,3  | 0,4  | 2,4  | 7,8  | 10,6 | 15,1 | Σ | 91,6  |
|                        |      |      |      |      |      |      |      |      |      |      |      |      |   |       |
| Wassertemperatur (°C)  | 16   | 15   | 16   | 16   | 19   | 22   | 24   | 25   | 24   | 23   | 20   | 17   | ⌀ | 19,8  |
|                        |      |      |      |      |      |      |      |      |      |      |      |      |   |       |
| Luftfeuchtigkeit (%)   | 68   | 67   | 66   | 62   | 61   | 57   | 57   | 58   | 61   | 66   | 67   | 68   | ⌀ | 63,2  |

| 9,0 |

| 8,9 |

| 9,7 |

| 11,8 |

| 15,0 |

| 19,1 |

| 21,6 |

| 21,8 |

| 19,3 |

| 16,5 |

| 13,4 |

| 10,8 |

| 9,0 |

| 8,9 |

| 9,7 |

| 11,8 |

| 15,0 |

| 19,1 |

| 21,6 |

| 21,8 |

| 19,3 |

| 16,5 |

| 13,4 |

| 10,8 |

## Geschichte

### Altertum
In minoischer Zeit lag in der Nähe der heutigen Stadt einer der vier Häfen von Knossos. Die Dorer nannten den Ort Ἡρακλεία Hērakleia, deutsch ‚Heraklesstadt‘. Nach dem Mythos ging Herakles hier an Land, um den kretischen Stier zu fangen.

### Araber und Byzantiner (824–1206)
Bis zur arabischen Eroberung Kretas 824 teilte der Ort die Geschicke der übrigen Insel. Die Araber befestigten den Ort, den sie arabisch خندق, DMG Ḫandaq ‚Graben‘ nannten, woraus griechisch Χάνδαξ Chándax bzw. Χάνδακας Chándakas wurde. Im Jahr 960 eroberte Nikephoros Phokas Chándax für das Byzantinische Reich und vertrieb die Araber aus Kreta. Der Bischofssitz Kretas wurde von Gortyn nach Chandax verlegt. Bis ins elfte Jahrhundert zogen viele Griechen vom Festland und aus Kleinasien in die aufstrebende Stadt, über deren Geschichte im 10. bis 12. Jahrhundert wenig bekannt ist.

### Venezianer (1206–1669)
Bei der Zerschlagung des Byzantinischen Reiches durch den vierten Kreuzzug sollte Kreta zunächst an den lombardischen Markgrafen Bonifatius I. von Montferrat fallen. Der war jedoch an Saloniki mehr interessiert und tauschte es mit der Republik Venedig. Die unter den Venezianern italianisierte Version des Namens der Stadt, Candia, übertrug sich bald auf die ganze Insel Kreta. Die Stadt Candia wurde Residenz des von der Republik Venedig eingesetzten Duca, des „Herzogs von Kreta“. Erster Herzog war Jacopo Tiepolo. Die Stadt wurde zudem Sitz eines römisch-katholischen Erzbischofs. Die von der Markusrepublik neu zusammengesetzte grundbesitzende Aristokratie der Insel musste in der Stadt Candia präsent sein und standesgemäße Wohnsitze unterhalten. Die wichtigsten Handelsgüter, nämlich Eisen, Weizen und Olivenöl wurden zu Staatsmonopolen erklärt. Der Hafen wurde in den ersten sechs Jahrzehnten des 14. Jahrhunderts erheblich ausgebaut, doch finanziert wurde dies 1359 partiell mit der Einführung des tornesello, einer künstlich überteuerten Münze, die nur in den östlichen Kolonien zirkulierte. Dennoch herrschte von 1229, als der letzte griechische Aufstand zusammenbrach, bis 1363 eine lange Phase der Prosperität und des relativen Friedens auf der Insel, sieht man vom Aufstand unter Alexios Kalergis (1283–1299) ab, der fast die gesamte Insel erfasste.
Als es dem Kaiserreich Nikaia 1261 gelang, Konstantinopel zurückzugewinnen, womit Venedig lange der Zugang zum dortigen Markt verwehrt blieb, wurde Candia zum wichtigsten venezianischen Hafen der Ägäis. Zugleich profitierte Venedig, allen voran sein Arsenal, von den einseitig diktierten Wirtschaftsbeziehungen. Candia, zu dessen Gebiet etwa 800 km² Ländereien gehörten, was fast einem Zehntel der Inselfläche entsprach, verschärfte dabei das Problem des Mangels an ländlicher Arbeitskraft, denn es zog geflohene Hörige an, indem man ihnen die Freiheit ermöglichte. Außerdem wurden die meist griechisch-orthodoxen Hörigen dort nicht zur Konversion zum römisch-katholischen Bekenntnis gedrängt. Dazu trieb Candia die Kolonisten in die Enge, indem sie 1302 verfügte, dass automatisch der Kommune Candia unterstehen sollte, wer seinen Lehnsherrn nicht kannte. Dabei bereitete der Hafen Candias enorme technische Probleme, zumal man, im Gegensatz zu den Römern, keine Technik kannte, um unter Wasser dauerhaft zu bauen. Leitender Ingenieur beim Hafenausbau war ab 1333 Francesco delle Barche von besagtem Arsenal, der für die mechanische Schaufel bekannt wurde, mit der man den Boden der Lagune von Venedig säubern konnte. Sein Bericht, der überaus schwierig zu deuten ist, ist erhalten. Die Mole war 270 m lang, die Durchfahrt zum Hafen war 60 m breit, wobei die Hafenmauer wegen der im Winter scharfen Winde aus Nordnordwest einen Verlauf von Südwest nach Nordost nahm, genauso wie am muslimischen Hafen zuvor. Dieser Hafen war jedoch zu klein geworden, so dass Francesco ihn um mehr als 26 m Richtung Nordost in einem Halbkreis erweitern ließ. Dazu wurde ein fast 140 m langer Wellenbrecher vorgelagert. Doch diese neue, nordöstliche Mole erwies sich als instabil, sie brach Mitte des 14. Jahrhunderts zusammen. Dabei musste Francesco gleichzeitig den Hafen, der durch Sand aus den zufließenden Bächen und durch Meeressand zu verlanden drohte, ständig ausbaggern. Der Sand wurde verkauft, doch den Sandzustrom aus der Dermata, einem der sechs Bäche im Umkreis Candias, unterschätzte er ebenso, wie dies die Muslime getan hatten. Im Gegenteil könnte diese Versandung erklären, warum Candia in der muslimischen Epoche keinen bedeutenden Hafen aufwies, und warum er während der kurzen Herrschaft des Piraten Enrico Pescatore von 1207 bis 1209 nicht in Gebrauch war. Sein Verbündeter, Alamanno da Corta ankerte in Faraskea bei Paleokastro oder nordwestlich von Candia. Diese Versandung war offenbar nicht aufzuhalten, denn von 1333 bis 1356 reduzierte sich dessen Tiefe von 4,86 m auf die Hälfte; allerdings warf man in Candia fast jeden Abfall in den Hafen, und dort wurden ganze Boote versenkt. Damit war der Hafen für die venezianischen Handelsschiffe mit ihrem Tiefgang von 3 bis 3,5 m unbrauchbar. Dennoch setzte man die Bemühungen fort, zumal seit 1325 im Hafen ein Arsenal zum Bau von Schiffen bestand, und die Stadt das Verwaltungszentrum der für Venedig bedeutendsten Insel war.
Durch drastische Steuererhöhungen, Beschränkungen des Handels der Kreter auf eigene Rechnung zugunsten der venezianischen Fernhändlerfamilien sowie durch aufwändige Dienste provozierte der Senat Aufstände auf der Insel, insbesondere den großen Aufstand der Jahre 1363 bis 1366. Nach der Rückeroberung der Hauptstadt, die in Candia am 10. Mai 1365 erstmals gefeiert wurde, wurde dieser Sieg fortan jedes Jahr mit Prozessionen und Pferderennen feierlich begangen. Der Aufstand schwächte langfristig den Einfluss des lokalen venezianischen Adels und stärkte die griechischen Familien. Die weiterhin aufrechterhaltenen Monopole Venedigs sorgten dafür, dass sich viele Milites auf andere Landprodukte verlegten, wie Wein, Zuckerrohr oder Käse, wovon Candia stark profitierte. 1407 erhielt, in Durchbrechung der Grundsätze der Serrata, mit der sich der venezianische Adel seit mehr als einem Jahrhundert nach unten gegen Aufsteiger abgeriegelt hatte, ein Angehöriger einer griechischen Adelsfamilie Sitz und Stimme im ansonsten nur venezianischen Adligen vorbehaltenen Großen Rat von Candia. Angesichts eines Eheverbots zwischen Venezianern und Kretern war dies ein bedeutender Schritt, der half die Assimilation der Venezianer an die griechischen Archontenfamilien zu fördern.
Nach dem Fall von Konstantinopel 1453 wurde Candia ein geistig-kulturelles Zentrum im östlichen Mittelmeer. Die kretische Malerschule mit ihren bedeutendsten Vertretern Michail Damaskinos und Domenikos Theotokopoulos (El Greco) entstand. Ab 1462 wurden die Befestigungen der Stadt wegen der wachsenden osmanischen Bedrohung ständig erweitert.

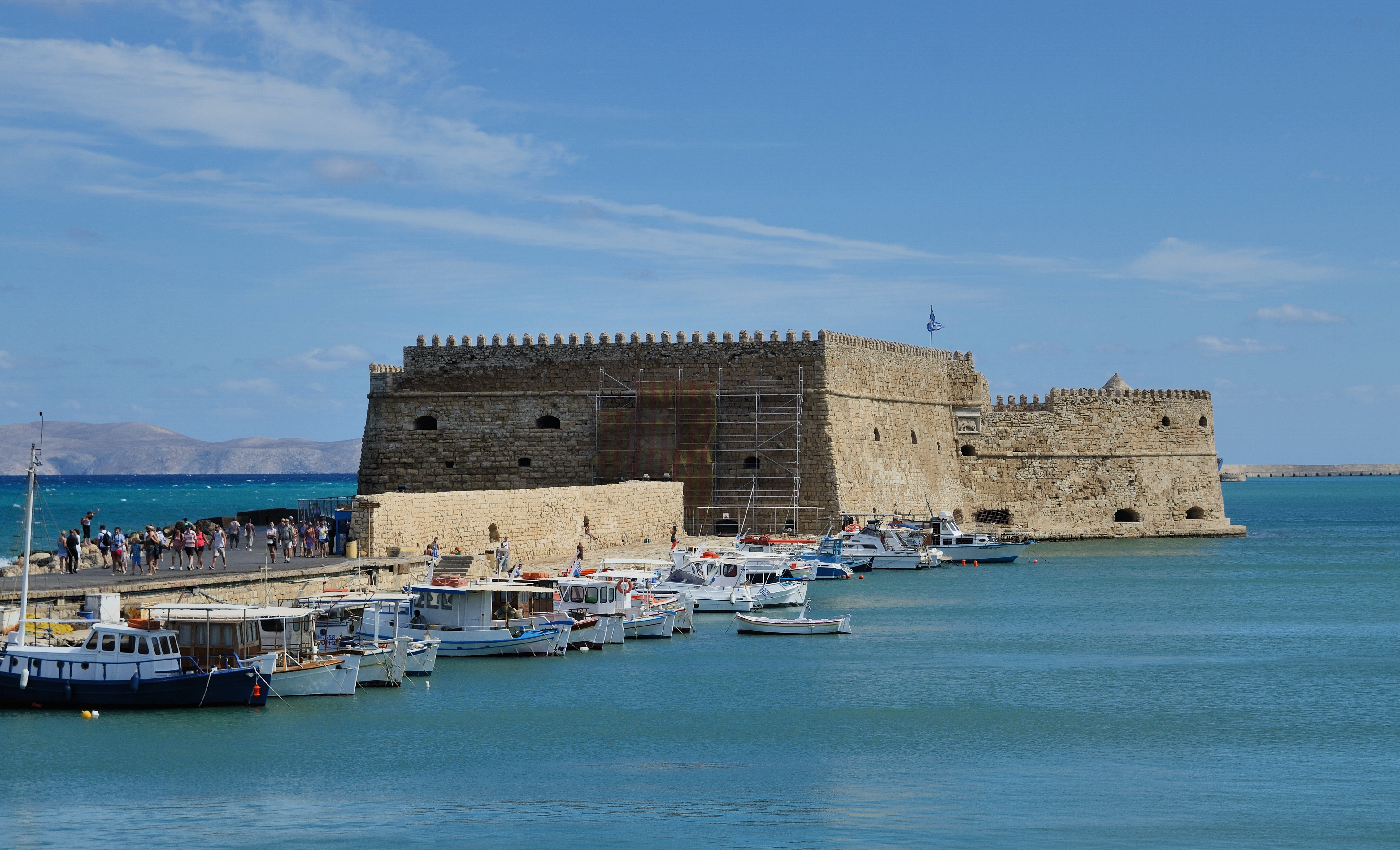
Hafen mit Festung Koules (Rocca al Mare)

Ab 1648 belagerten die Osmanen die Stadt. Die 21 Jahre währende Belagerung von Candia ging als längste Belagerung in die Geschichte ein. Nach blutigen Kämpfen, bei denen die Venezianer 30.000 und die Osmanen 120.000 Mann verloren haben sollen, eroberten die Türken die Stadt und damit ganz Kreta.

### Osmanen (1669–1913)
Unter der türkischen Herrschaft verlor die nun Kandiye genannte Stadt viel von ihrer Bedeutung an Canea, das heutige Chania. Nach der Eroberung durch die Türken taucht neben der türkischen Form Kania der neugriechische Name Μεγάλο Κάστρο Megálo Kástro, deutsch ‚große Burg‘ auf (vom lateinischen castrum entlehnt).
Den Namen Megalokastro führte die Stadt auch noch, nachdem Kreta 1898 autonom geworden war. Der Unabhängigkeit der Insel vorausgegangen war unter anderem ein großes Massaker von Türken am griechischen Bevölkerungsteil Heraklions. Mehrere hundert Christen starben. Dabei wurden auch der britische Konsul und 17 britische Soldaten getötet. Mit der Autonomie Kretas begann der Wiederaufstieg von Iraklio.

### Anschluss an Griechenland, Flucht der Türken, Zuwanderung aus Kleinasien
Nach dem Anschluss Kretas an Griechenland 1913 wurde in Anlehnung an den antiken Namen die hochsprachliche Form Ἡράκλειον Iráklion als Name angenommen.
Die kleinasiatische Katastrophe brachte im Jahr 1923 innerhalb weniger Tage 20.000 Griechen aus der Gegend um Smyrna nach Iraklio. 8000 Flüchtlinge wurden in dem neuen Stadtteil Nea Alikarnassos östlich der alten Festungsmauern angesiedelt. 1936 gab sich Iraklio den ersten städtischen Bebauungsplan.

### Zerstörung im Zweiten Weltkrieg und Nachkriegszeit
Im Zweiten Weltkrieg wurde Iraklio am 14. Mai 1941 von der deutschen Wehrmacht zur Vorbereitung des Unternehmens „Merkur“ bombardiert und schwer zerstört. Stadt und Flugplatz Heraklion waren von den Briten besetzt, die von der Gruppe Ost (zweite Welle) unter Generalmajor Ringel angegriffen wurden. Die Verluste des Fallschirm-Jäger-Regiments 1 unter Oberst Bräuer waren besonders hoch.
Der Wiederaufbau der inzwischen ins Umland wuchernden Stadt fand weitgehend planlos statt und war durch eine enorme Zunahme der Einwohnerzahl, wilde Bautätigkeit und Bodenspekulation gekennzeichnet. In der Folge gab es schwere bauliche Verluste, so wurde etwa die aus dem 13. Jahrhundert stammende Kirche San Salvatore abgerissen. Neubauten entstanden, wo es möglich war, entlang den begradigten und verbreiterten Linien von 1936.
Seit 1972 ist die Stadt Verwaltungssitz der ganzen Insel, seit der Sprachreform 1976 unter dem volkssprachlichen Namen Ηράκλειο Iráklio.

## Einwohnerentwicklung
Seit dem Anschluss an Griechenland erlebt die Stadt ein außerordentliches Bevölkerungswachstum.
Obwohl Iraklio im Zweiten Weltkrieg schwere Zerstörungen erlitt, suchten viele Menschen aus den vom Krieg heimgesuchten kretischen Bergdörfern in der Stadt eine neue Existenz. In den Randbezirken entstanden Slums. Teilweise erst in den 1960er Jahren wurden sie durch einfache Wohnanlagen ersetzt. Die Landflucht hielt jedoch an, neue Stadtviertel wucherten ohne städtebauliche Planung.
Durch die Eingemeindungen Anfang 2011 wurde Iraklio zur (nach Einwohnern) viertgrößten Stadt Griechenlands.
| Jahr      | 1800                                                                           | 1850                                                                           | 1900                                                                           | 1920                                                                           | 1928                                                                           |                                                                                | 1951                                                                           | 1961                                                                           | 1971                                                                           | 1981                                                                           | 1991                                                                                        | 2001                                                                                        | 2011              | 2021    |
| Einwohner | 15.000                                                                         | 18.910                                                                         | 22.501                                                                         | 29.491                                                                         | 39.231                                                                         |                                                                                | 54.878                                                                         | 63.765                                                                         | 84.354                                                                         | 111.335                                                                        | 120.563                                                                                     | 137.711                                                                                     | 173.450           | 179.302 |
| Quellen:  | I. Perdikogianni: A Study of evolution, eprints.ucl.ac.uk (PDF) Iraklio-Chania | I. Perdikogianni: A Study of evolution, eprints.ucl.ac.uk (PDF) Iraklio-Chania | I. Perdikogianni: A Study of evolution, eprints.ucl.ac.uk (PDF) Iraklio-Chania | I. Perdikogianni: A Study of evolution, eprints.ucl.ac.uk (PDF) Iraklio-Chania | I. Perdikogianni: A Study of evolution, eprints.ucl.ac.uk (PDF) Iraklio-Chania | I. Perdikogianni: A Study of evolution, eprints.ucl.ac.uk (PDF) Iraklio-Chania | I. Perdikogianni: A Study of evolution, eprints.ucl.ac.uk (PDF) Iraklio-Chania | I. Perdikogianni: A Study of evolution, eprints.ucl.ac.uk (PDF) Iraklio-Chania | I. Perdikogianni: A Study of evolution, eprints.ucl.ac.uk (PDF) Iraklio-Chania | I. Perdikogianni: A Study of evolution, eprints.ucl.ac.uk (PDF) Iraklio-Chania | National Statistic Service of Greece: Statistisches Jahrbuch 2006 statistics.gr (PDF) S. 44 | National Statistic Service of Greece: Statistisches Jahrbuch 2006 statistics.gr (PDF) S. 44 | Volkszählung 2011 |         |

## Politik

### Parteien
Politisch sehen sich die Kreter als Erben von Eleftherios Venizelos mehrheitlich der linken Mitte verbunden. Besonders deutlich kam das antimonarchistische Erbe Venizelos’ bei einem Referendum 1974 zum Ausdruck, als nur eine verschwindend kleine Minderheit für die Beibehaltung der Monarchie votierte.
Seit 1974 erzielt in Iraklio die sozialistische PASOK – wie in ganz Kreta – in allen Parlamentswahlen den größten Stimmenanteil, auch bei den Wahlen, bei denen sie auf nationaler Ebene teils deutlich hinter der konservativen Nea Dimokratia zurückbleibt. Bei der Wahl 2012 erhielt die linke SYRIZA die meisten Stimmen.

### Parlamentswahlen
| Parteien             | 1996   | 2000   | 2004   | 2007   | 2009   | Juni 2012 |  |
| PASOK                | 51,0 % | 54,2 % | 52,7 % | 51,2 % | 62,7 % | 18,6 %    |  |
| Nea Dimokratia       | 30,8 % | 32,3 % | 37,4 % | 32,6 % | 23,7 % | 20,1 %    |  |
| Synaspismos / SYRIZA | 6,6 %  | 4,3 %  | 4,2 %  | 6,3 %  | 3,7 %  | 33,6 %    |  |
| KKE                  | 4,8 %  | 4,4 %  | 4,5 %  | 5,6 %  | 4,4 %  | 3,0 %     |  |
| LAOS                 |        |        | 0,7 %  | 1,9 %  | 2,1 %  | 0,8 %     |  |
| DIKKI                | 3,8 %  | 3,4 %  |        |        |        |           |  |
| ANEL                 |        |        |        |        |        | 8,0 %     |  |
| DIMAR                |        |        |        |        |        | 7,9 %     |  |

### Bürgermeister
Bürgermeister ist seit 2023 Alexis Kalokerinos (* 1964); Professor für Linguistik an der Universität Kreta.

## Kultur und Sehenswürdigkeiten

### Sehenswerte Bauwerke

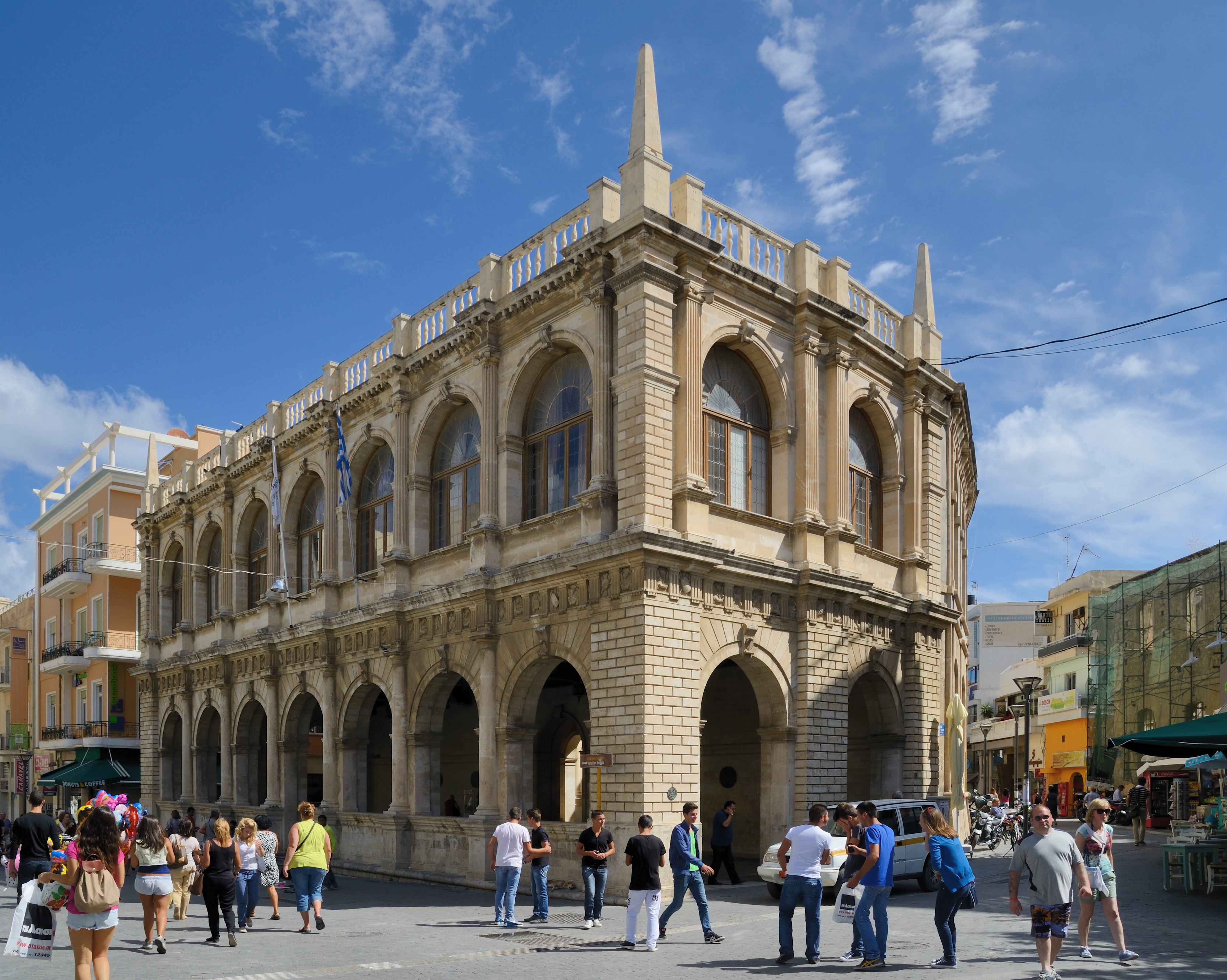
Die venezianische Loggia

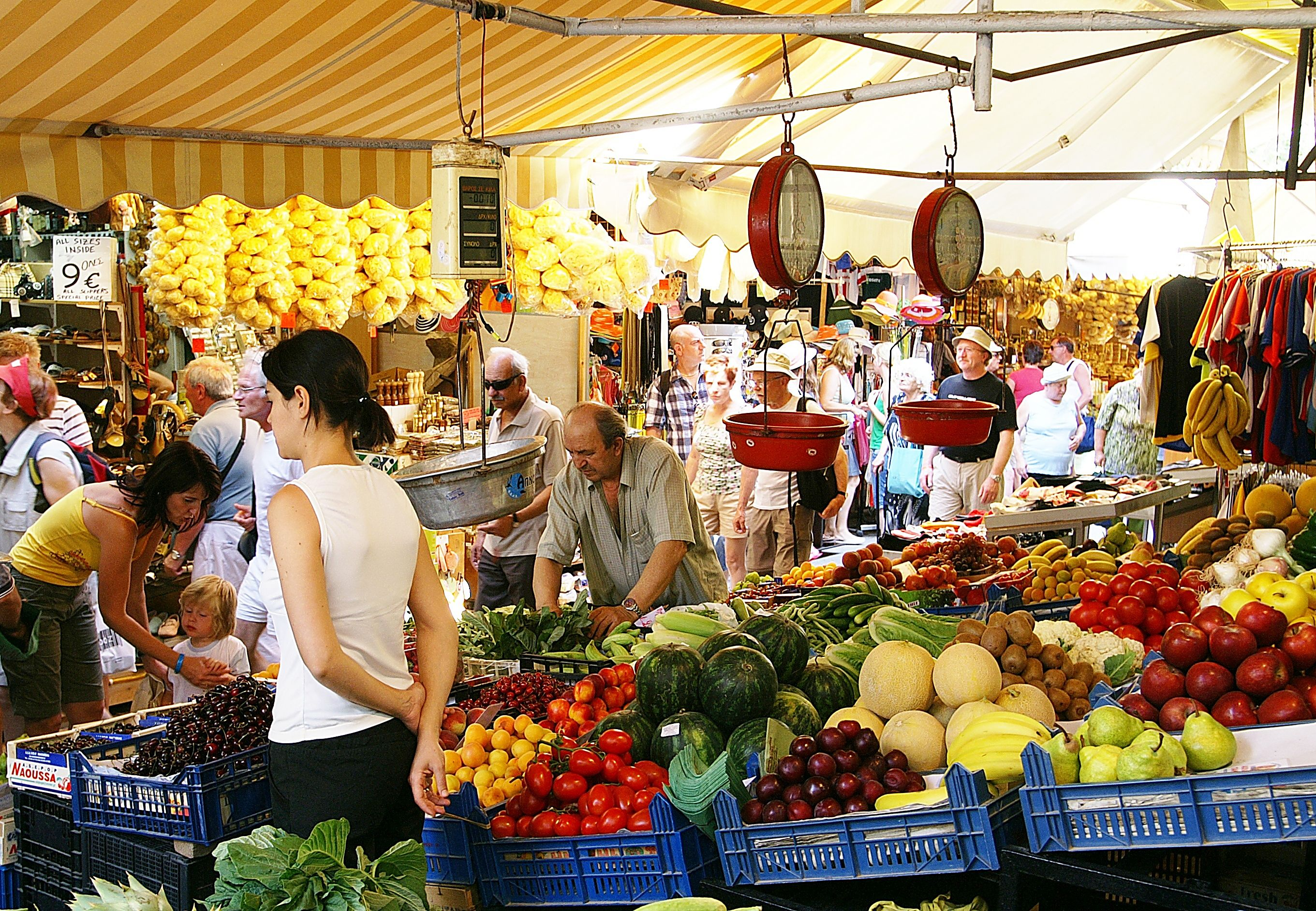
Marktplatz

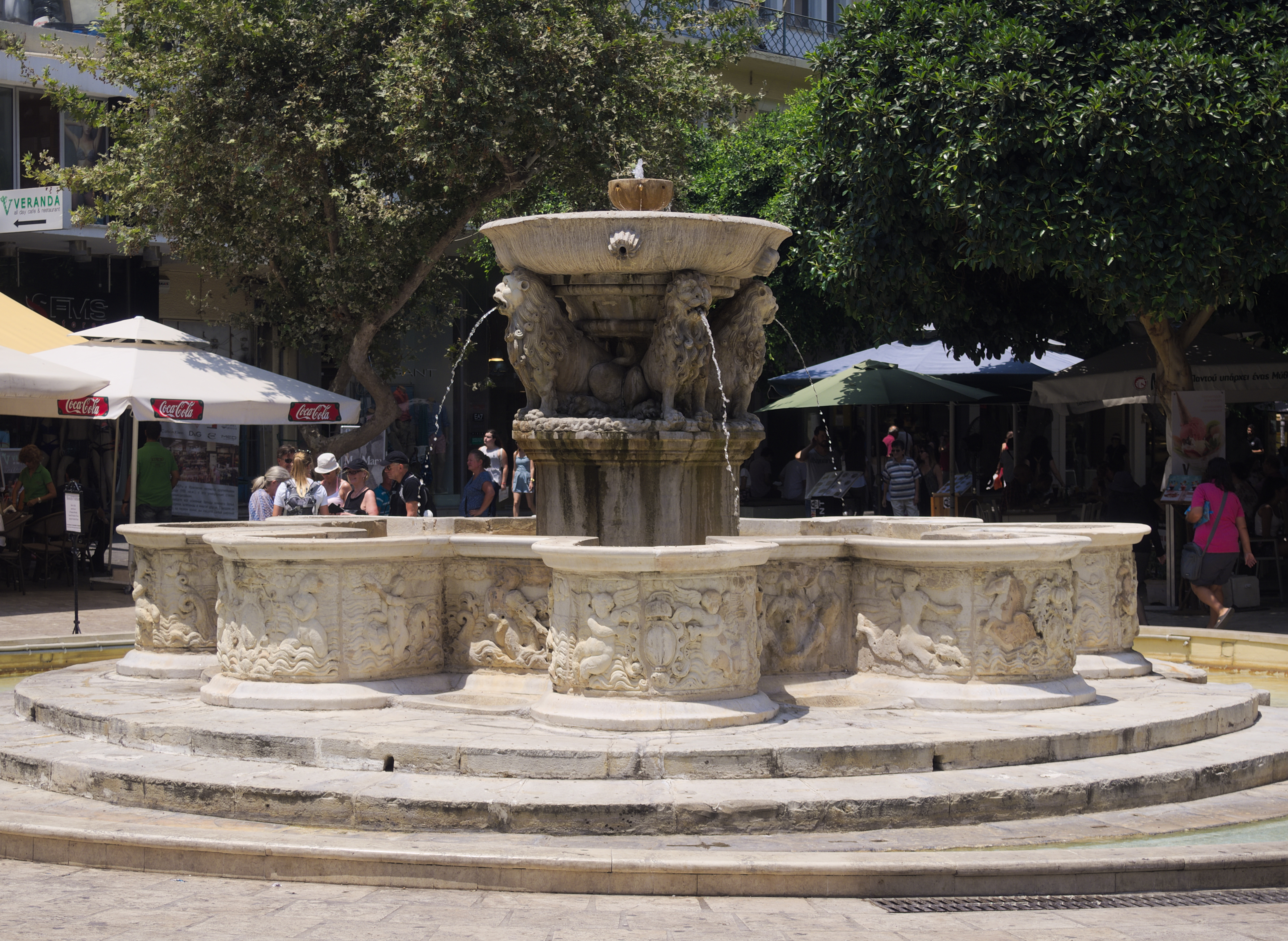
Morosini-Brunnen

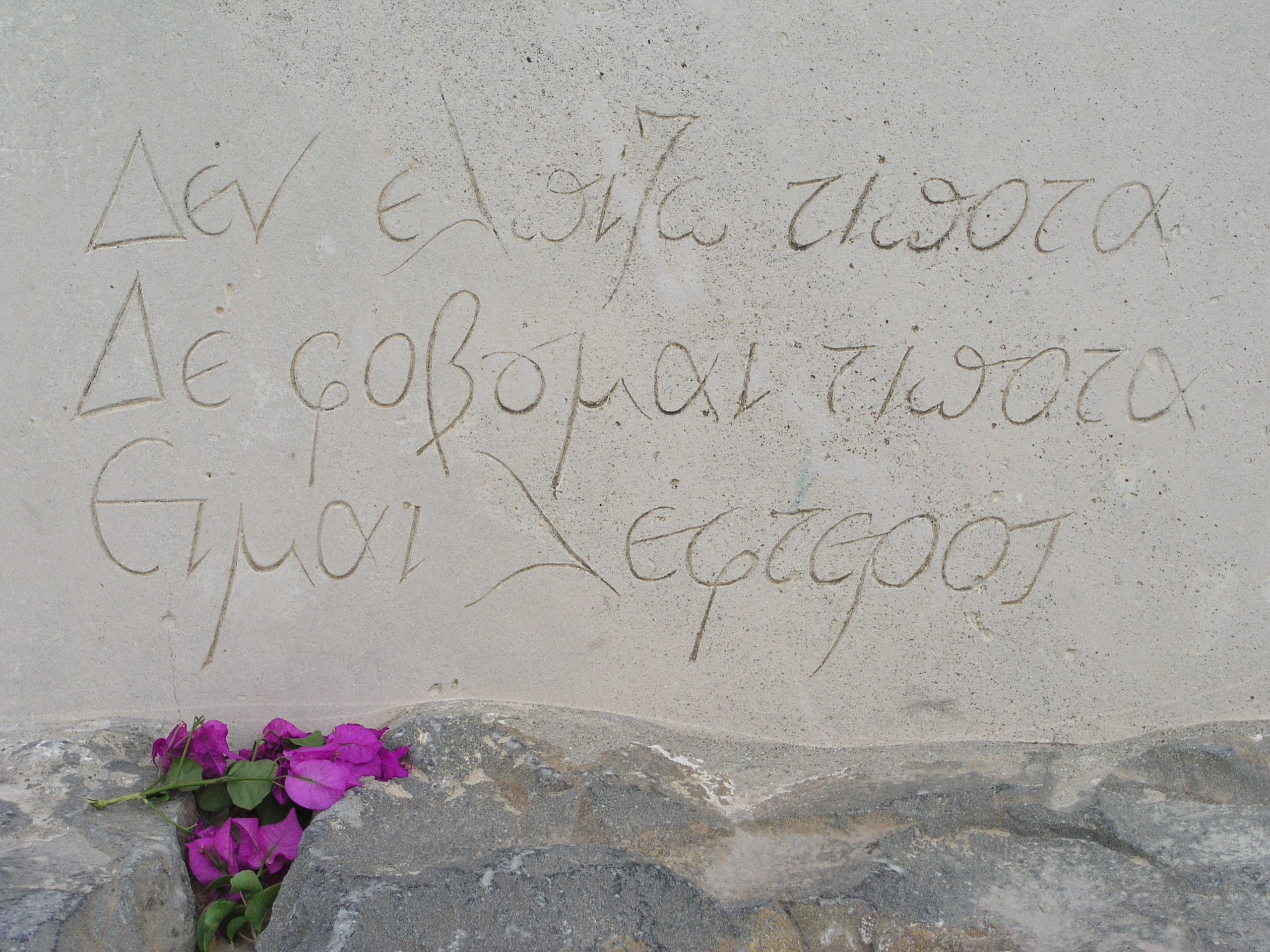
Grabinschrift Nikos Kazantzakis

- Die Hafenfestung Koules aus dem 16. Jahrhundert am venezianischen Hafen, an dem auch die venezianischen Arsenale (Lagerhallen) erhalten sind, schützte lange Zeit den Zugang zu einem der wichtigsten Häfen der Republik Venedig.
- Der 5,5 Kilometer lange Ring der venezianischen Festungsmauern mit den vorgelagerten Bastionen und Wallgräben, die der türkischen Belagerung 21 Jahre lang standhielten, ist, von Grünanlagen gesäumt, praktisch vollständig erhalten.

Weitere sehenswerte bauliche Zeugnisse der venezianischen Vergangenheit konzentrieren sich im Stadtzentrum:
- Die zweigeschossige venezianische Loggia, 1626–1628 in italienischem Renaissancestil erbaut, war mit ihrem Arkadengang in venezianischer Zeit das Zentrum des gesellschaftlichen Lebens. Im rückwärtigen Teil befindet sich heute das Rathaus.
- Die Agios-Titos-Kirche, dem ersten Bischof von Kreta geweiht, wurde ab 1869 während der Osmanischen Zeit als Moschee errichtet und 1925 als orthodoxe Kirche geweiht. Sie beherbergt mit dem in Gold gefassten Schädel des Heiligen Titos eine hoch verehrte Reliquie.[24]
- Der Morosinibrunnen [auch Löwenbrunnen] (erbaut 1628) auf der von zahlreichen Straßencafés umgebenen Platia Venizelou bildet das Herz der Stadt. Der aus acht reliefgeschmückten Wasserbecken mit einer von vier steinernen Löwen getragenen Wasserschale in der Mitte bestehende Brunnen wurde über ein 15 km langes Aquädukt aus den Quellen von Archanes gespeist.
- In der Marktstraße Odos 1866 herrscht vormittags lebhaftes Gedränge an den Marktständen, die Lebensmittel und Gebrauchsgegenstände aller Art feilbieten. In den Seitengässchen befinden sich zahlreiche Lokale.
- Auf der Martinengo-Bastion am südlichsten Punkt der venezianischen Stadtmauer liegt das Grab des in Iraklio geborenen und aufgewachsenen Dichters Nikos Kazantzakis (1883–1957), des Schöpfers des „Alexis Sorbas“, dem wegen seiner unorthodoxen Ansichten die Bestattung auf einem Kirchhof verweigert wurde.
Es trägt die vom Dichter selbst gewählte bekannte Grabinschrift:

«Δεν ελπίζω τίποτα. Δε φοβʊμαι τίποτα. Είμαι λέφτερος.»

„Ich erhoffe nichts. Ich fürchte nichts. Ich bin frei.“

### Museen
- Das Archäologische Museum an der Platia Eleftherias, dem Verkehrsknotenpunkt im Stadtzentrum, bietet einen weltweit einzigartigen Überblick über die minoische Kultur.
- Das Historische Museum (Odos Sofoklis Venizelou) bietet Einblicke in die kretische Kultur von der frühchristlichen (z. B. Kalender von Zou) bis in die Neuzeit. Schwerpunkte bilden die byzantinisch-mittelalterliche Sammlung (mit dem einzigen Gemälde El Grecos auf Kreta), die Ausstellung über die kretischen Aufstände und eine volkskundliche Sammlung. In einem Nikos-Kazantzakis-Saal finden sich Erinnerungen an den Schriftsteller. Auch der deutsche Überfall auf Kreta und die Besatzungszeit werden behandelt.
- Das Ikonenmuseum in der Kirche Agia Ekaterini am gleichnamigen Platz zeigt Ikonen- und Fresken.
- Das Naturhistorisches Museum auf der Sofokli-Venizelou gelegen, ermöglicht einen Einblick in die Flora und Fauna des östlichen Mittelmeerraumes u. a. mit einem lebensgroßen Exponat eines Dinotheriums und einem Erdbebensimulator

### Cretaquarium
Das öffentliche Schauaquarium wurde 2005 eröffnet und zeigt schwerpunktmäßig Meerestiere des Mittelmeers.

### Sport
Mit OFI Kreta und Lyttos Ergotelis beheimatet Iraklio zwei Fußballvereine, die lange Zeit in der höchsten griechischen Spielklasse, der Super League, vertreten waren. Mittlerweile spielt der Ergotelis F.C. jedoch in der vierten Spielklasse, der EPS Heraklion. OFI trägt seine Heimspiele im neuen Theodoros-Vardinogiannis-Stadion (auch Γεντί Κουλέ Gedí Koulé genannt) aus, Lyttos Ergotelis im Pankritio Stadio, welches auch Austragungsort einiger Begegnungen der Olympischen Spiele 2004 war.

## Wirtschaft, Infrastruktur und Kultur

### Verkehr
Die Stadt besitzt den wichtigsten Hafen von Kreta mit regelmäßigen Fährverbindungen nach Piräus (ANEK-Lines-Superfast, Minoan Lines), Santorin (Anek/Aigaion Pelagos, Hellenic Seaways, SeaJet), Milos (Anek/Aigaion Pelagos), Sitia-Kassos-Karpathos-Chalki-Rhodos (Anek/Aigaion Pelagos). Während der Urlaubersaison legen häufig Kreuzfahrtschiffe an.
Der Flughafen Iraklio ist der größte und verkehrsreichste der Insel. Er liegt nur ungefähr drei Kilometer vom Zentrum entfernt im Osten der Stadt (Bezirk Nea Alikarnassos) und ist benannt nach dem Schriftsteller Nikos Kazantzakis. Die Einrichtungen werden sowohl zivil als auch militärisch genutzt.
Speziell der Sommer hat ein sehr hohes touristisches Verkehrsaufkommen an Flügen in viele europäische Städte, v. a. im deutschsprachigen Raum, Skandinavien, Großbritannien, Russland und Osteuropa. Innergriechisch gibt es ganzjährig eine dichte Frequenz an Flügen nach Athen. Ein neuer Flughafen, nach Athen der zweitgrößte des Landes, soll bei der 36 km südöstlich von Iraklio liegenden Kleinstadt Kastelli gebaut werden. Die Eröffnung war ursprünglich für 2015 geplant, der Baubeginn hat sich jedoch verzögert und nach Aussagen von Politikern hätte der neue Flughafen frühestens 2018 eröffnet werden sollen.
Den öffentlichen Verkehr auf der Insel wickeln fast ausschließlich die Busse der griechischen Gesellschaft KTEL ab. Es gibt Busverbindungen zu fast allen Orten Kretas, tagsüber stündlich nach Rethymno, Chania und in Gegenrichtung nach Sitia und Ierapetra.
Auch der öffentliche Stadtverkehr wird über ein dichtes Bus-Liniennetz betrieben.
Im Süden der Stadt verläuft die sogenannte New Road, eine autobahnähnliche Schnellstraße, welche hier für beide Richtungen zwei oder mehr Fahrspuren besitzt und Iraklio mit Agios Nikolaos im Osten und Rethymno und Chania im Westen verbindet.
Kreta verfügt nicht über eine Eisenbahn.

### Medien
In Iraklio werden die Tageszeitungen Patris und Messogios herausgegeben, ferner hat hier der TV- und Radiosender Crete TV & Radio 98,4 FM (ΚΡΗΤΗ TV) seinen Sitz, der auch die Zeitung Nea Kriti herausgibt, sowie die TV-Station Creta Channel (Παγκρήτια Τηλεόραση) und unter anderem die Radiosender Heraklio 106,2 FM, Super Radio 90,4, Yperychos 92,1 FM und Studio 19 FM 101,9.

### Universität Kreta
Iraklio ist einer der beiden Standorte der Universität Kreta.
Die Pläne zur Gründung einer Universität auf Kreta traten in den 1960er-Jahren in eine entscheidende Phase. Erbittert stritten die kretischen Städte um den Sitz der Universität. Der aus Rethymno stammende General Stylianos Pattakos, als Innenminister lange Zeit „zweiter Mann“ des Militärregimes, erreichte, dass der Sitz seiner Heimatstadt zugesprochen wurde. Diese Entscheidung wurde nach dem Zusammenbruch der Juntaherrschaft in Frage gestellt. Ministerpräsident Konstantin Karamanlis löste den Streit durch einen Kompromiss: Iraklio erhielt die medizinisch-naturwissenschaftlichen und Rethymno die geisteswissenschaftlichen Fakultäten, Chania wurde Sitz der staatlichen Technischen Universität Kreta.
Während in Rethymno die geisteswissenschaftlichen Fakultäten angesiedelt sind, befinden sich die medizinisch/naturwissenschaftlichen in Iraklio, die Fakultäten für Medizin, Physik, Chemie, Biologie, Mathematik, Informatik und angewandte Mathematik. Eine neue Fakultät für Materialforschung und -technologie ist hinzugekommen.
Die 1973 gegründete Universität nahm 1984 den Lehrbetrieb auf. Seit 1989 arbeitet die Medizinische Fakultät auf einem Campusgelände bei Voutes, 7 km südwestlich des Stadtzentrums, mit einem neu errichteten Universitätsklinikum mit einer Kapazität von 820 Betten. Hier wurden auch die neuen Gebäude der Fakultäten für Physik und Biologie fertiggestellt. Für die weiteren Fakultäten ist die Errichtung neuer Gebäude noch im Gange.

### Bildung und Wissenschaft
Folgende weitere wissenschaftliche Institute und Forschungszentren befinden sich in Iraklio:
- Institut für technologische Erziehung, entspricht den deutschen Fachhochschulen mit Bachelor und Masterstudiengängen (Technological Educational Institute, T. E. I.);[27]
- Foundation for Research & Technology - Hellas (FORTH) mit Instituten für Elektronenstruktur und Laser, Molekularbiologie und Biotechnologie, Informatik, angewandte und Computermathematik, Mittelmeerstudien, Chemotechnologie und chemische Hochtemperaturprozesse und einem biomedizinischen Forschungsinstitut, ferner dem Skinakas-Observatorium und dem Wissenschaftsverlag Crete University Press (CUP);
- Science and Technology Park of Crete (STEP-C), ein Forschungs- und Technologiepark im Rahmen des FORTH;
- Hellenic Centre for Marine Research, ein staatliches Forschungszentrum für Ozeanographie, Meeresbiologie, Binnengewässer, Aquakultur;[28]
- CretAquarium, das größte Aquarium im östlichen Mittelmeer[29][30]

An der Europäischen Schule in Iraklio wird in englischer Sprache unterrichtet.

### Europäische Einrichtung
In Iraklio befindet sich ferner das Hauptquartier der Europäischen Agentur für Netz- und Informationssicherheit (ENISA), einer Einrichtung der Europäischen Union.

### Religion
Die Franziskaner verwalten die römisch-katholische Kirche St. Johannes der Täufer in Iraklio.

## Söhne und Töchter der Stadt

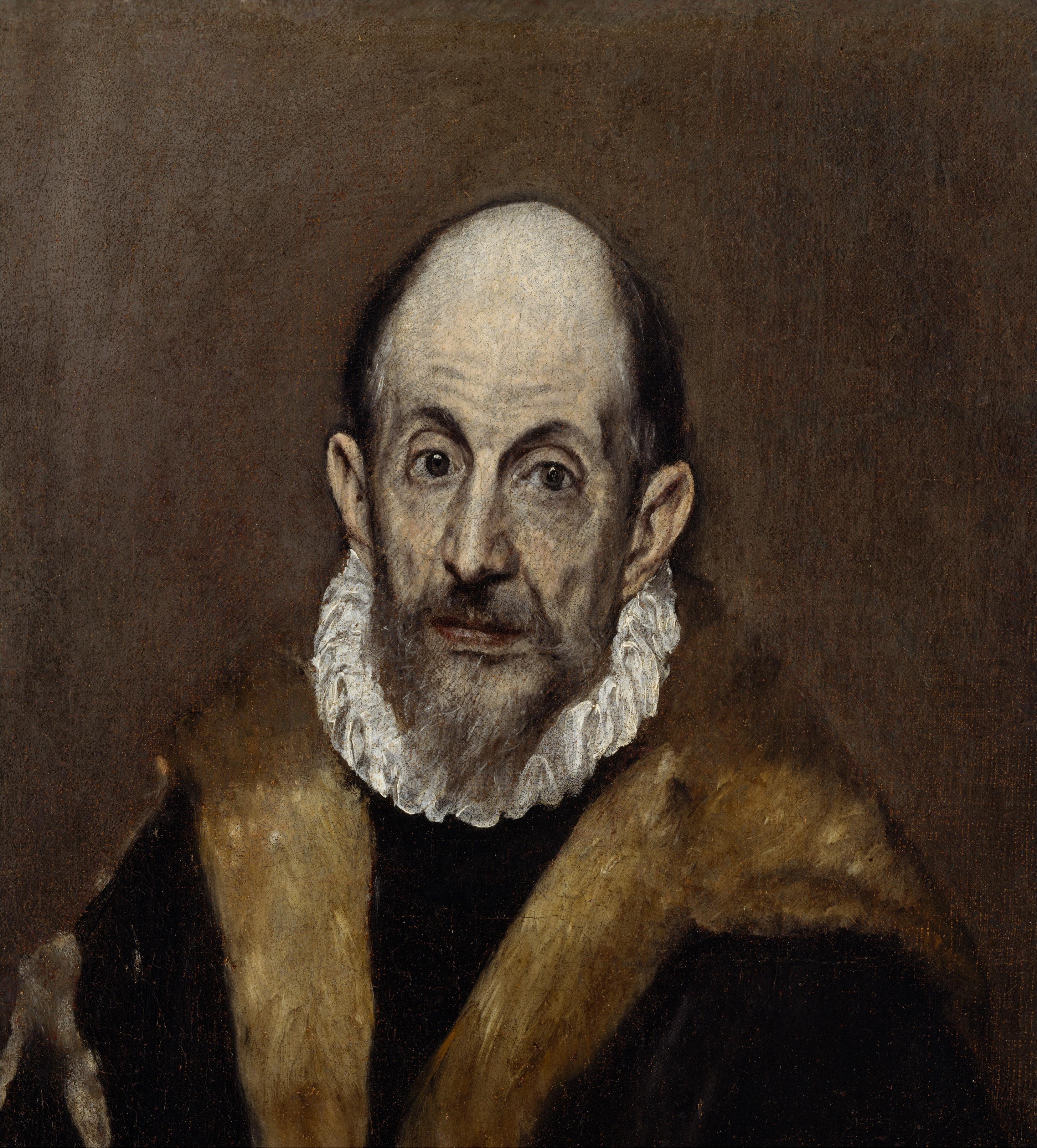
El Greco (1541–1614)

- Abraham III. Kretatsi († 1737), armenischer Kirchenführer
- Andreas Ritzos (1421–1492), Ikonenmaler
- Elia ben Moses Abba Delmedigo (1460–1497), jüdischer Religionsphilosoph
- Franciscus Barocius (1537–1604), Mathematiker und Astronom
- Georgios Klontzas (1540–1607), Ikonenmaler
- El Greco (1541–1614), Renaissance-Maler, Bildhauer und Architekt
- Vitsentzos Kornaros (1553–1613), Schriftsteller
- Kyrillos Loukaris (1572–1638), Theologe und Patriarch von Konstantinopel
- Emmanuel Tzanes (1610–1690), Ikonenmaler
- Theodoros Poulakis (1622–1692), Ikonenmaler
- Nicolaus Comnenus Papadopoli (1655–1740), italienischer Kirchenrechtler und Historiker griechischer Herkunft
- Mehmed Memduh (1839–1925), osmanischer Chronist und Politiker
- Nikos Kazantzakis (1883–1957), einer der wichtigsten griechischen Schriftsteller
- Elli Alexiou (1894–1988), Schriftstellerin
- Hüseyin Vasıf Çınar (1896–1935), kurdischstämmiger türkischer Lehrer, Journalist, Politiker und Diplomat
- İbrahim Hilmi Senil (1903–1981), türkischer Jurist und ehemaliger Präsident des Verfassungsgerichts der Republik Türkei
- Sapfo Notara (1907–1985), Schauspielerin
- Odysseas Elytis (1911–1996), Dichter, Literaturnobelpreisträger
- Stylianos Alexiou (1921–2013), Klassischer Archäologe, Neogräzist und Byzantinist
- Giannis Markopoulos (1939–2023), Komponist
- Giorgos Grammatikakis (1939–2023), Politiker
- Fotis Kafatos (1940–2017), Molekularbiologe, erster Präsident des Europäischen Forschungsrats und Träger der Robert-Koch-Medaille
- Giannis Smaragdis (* 1946), Regisseur
- Joseph Sifakis (* 1946), Informatiker und Turing-Preisträger
- Rea Galanaki (* 1947), Schriftstellerin
- Lena Platonos (* 1951), Pianistin und Komponistin
- Gianna Angelopoulos-Daskalaki (* 1955), Chefin des Olympischen Organisationskomitees Athen 2004 und Politikerin
- Arsenios Kardamakis (* 1973), griechisch-orthodoxer Metropolit
- Nikos Machlas (* 1973), Fußballspieler
- Eleftherios Goulielmakis (* 1975), Physiker und Hochschullehrer
- Aggelis Armenatzoglou (* 1979), Radsportler
- Styliani Pilatou (* 1980), Leichtathletin
- Giorgos Manolakis (* 1982), Laouto- und Bouzoukispieler
- Michalis Sifakis (* 1984), Fußballspieler
- Georgios Samaras (* 1985), Fußballspieler
- Irini Vasiliou (* 1990), Sprinterin
- Argyro Milaki (* 1992), Radsportlerin
- Andreas Bouchalakis (* 1993), Fußballspieler
- Georgios Giakoumakis (* 1994), Fußballspieler
- Manolis Saliakas (* 1996), Fußballspieler
- Panagiotis Kalaitzakis (* 1999), Basketballspieler

## Partnerstädte
- Constanța, Rumänien
- Pernik, Bulgarien